# Nanny Larsén-Todsen
Nanny Larsén-Todsen, född 2 augusti 1884 i Hagby, Kalmar län, död 26 maj 1982 i Stockholm, var en svensk operasångerska, dramatisk sopran. Hon var dotter till den från Danmark invandrade lanthandlaren och snickaren Johannes V. Larsén (tidigare Larsen) och Maria Charlotta Söderman. Larsén-Todsen har ibland förväxlats med den svenska dramatiska sopranen Elsa Larcén som hon delade många roller med.
Larsén-Todsen växte upp i Kalmar och studerade vid Stockholms konservatorium för Oskar Lejdström och Carl August Söderman och debuterade på Stockholmsoperan 1906 som Agathe i Friskytten och grevinnan i Figaros bröllop. Hon hade fast engagemang där 1907–1925 och blev hovsångerska 1925.
Hon var en framstående Wagnersångerska med engagemang på världens ledande operascener, 1923–24 på La Scala i Milano, 1927–27 på Metropolitan i New York, och 1927–31 vid festspelen i Bayreuth. Hon gästspelade under olika perioder i Covent Garden, Paris, Wien, Budapest, Amsterdam, Köpenhamn, Berlin, Dresden, Hamburg, München med flera, bland annat som Isolde i Tristan och Isolde och alla Brünnhilde-rollerna i Richard Wagners Nibelungens ring. Varje år gjorde hon gästspel på Kungliga Teatern i Stockholm.
Larsén-Todsen räknas som en av 1900-talets ledande högdramatiska sopraner och Wagnersångerskor, uppskattad inte minst för sin gestaltning av Wagners Brünnhilde och hon var länge den enda sångerska som sjungit alla de ledande sopranpartierna i Nibelungens ring. Hennes gestaltning var trogen Wagnertraditionen, och hon uppskattades högt av familjen Wagner. Sammantaget var hennes rollrepertoar dock bredare. Hon gav sin sista föreställning 1937; det skedde på Parisoperan.
Hon mottog medaljen Litteris et Artibus 1920 och invaldes i Kungliga Musikaliska akademien 1924.
Hon var gift med den tyske affärsmannen Hanns Todsen, som var hennes impressario. En bror till henne var hovkapellisten Frans Larsén. En systersons dotter var konstnären Ann-Mari Larsén.
Nanny Larsén-Todsen är gravsatt på Norra begravningsplatsen utanför Stockholm.

## Diskografi
- Wagner, Tristan und Isolde (Auszüge, Aufnahme Bayreuth 1928) [dubbel-cd] Preiser.
- Sentas ballad i Den flygande holländaren. Wagner in Stockholm. Bluebell ABCD 091.
- Brünnhilde i Wagners Ragnarök. Helle Wehr, heilige Waffe. Electrola (Tyskland). Matrisnummer CLR 3969-1. Svensk mediedatabas.
- Wagner, Brünhildes Schlussgesang. I. Teil: ”Starke Scheite schichtet mir dort”; Ragnarök. Brünhildes Schlussgesang. II. Teil: ”Wisst ihr noch wie das ward”. Parlophon (Tyskland) P.9827. 78 v/m.
- Four Famous Wagnerian Heroines. Leider, Larsén-Todsen, Flagstad, Traubel. Preiser.
- Brünnhilde i Wagners Siegfried. III. Akt, 3. Szene. Arie der Brünhilde: ”Ewig war ich, ewig bin ich”; Tristan und Isolde (Rich. Wagner). II. Akt. Marke: ”Tatest du's wirklich?”